# Abelen-iepenbos
Het abelen-iepenbos (Violo odoratae-Ulmetum) is een associatie uit het verbond van els en vogelkers (Alno-Padion). Het is een bosplantengemeenschap die onder meer voorkomt op regelmatig overstroomde oeverwallen langs grote rivieren en in oude landgoederen langs de binnenduinrand.
Ze wordt gekenmerkt door een goed ontwikkelde en soortenrijke struik- en kruidlaag waarin dikwijls stinsenplanten worden aangetroffen, vooral bol- en knolgewassen.
De bosvegetatie van deze associatie worden ook wel hardhoutooibossen genoemd, in tegenstelling tot die van het verbond van wilgenvloedbossen en -struwelen, die bekendstaan als zachthoutooibossen.
Deze associatie is in Vlaanderen zeldzaam en in Nederland vrij zeldzaam en bestaat vooral uit kleine fragmenten. Ze omvat drie subassociaties. 

## Naamgeving en codering
- Syntaxoncode voor Nederland (rVvN): r46Aa01
- BWK-karteringscode: ru, rud
- Corine-code: 41.F11 : Sweet violet elm woods

De wetenschappelijke naam Violo odoratae-Ulmetum is afgeleid van de botanische namen van twee belangrijke soorten binnen deze klasse, het maarts viooltje (Viola odorata) en de gladde iep (Ulmus minor).

## Fysiognomie

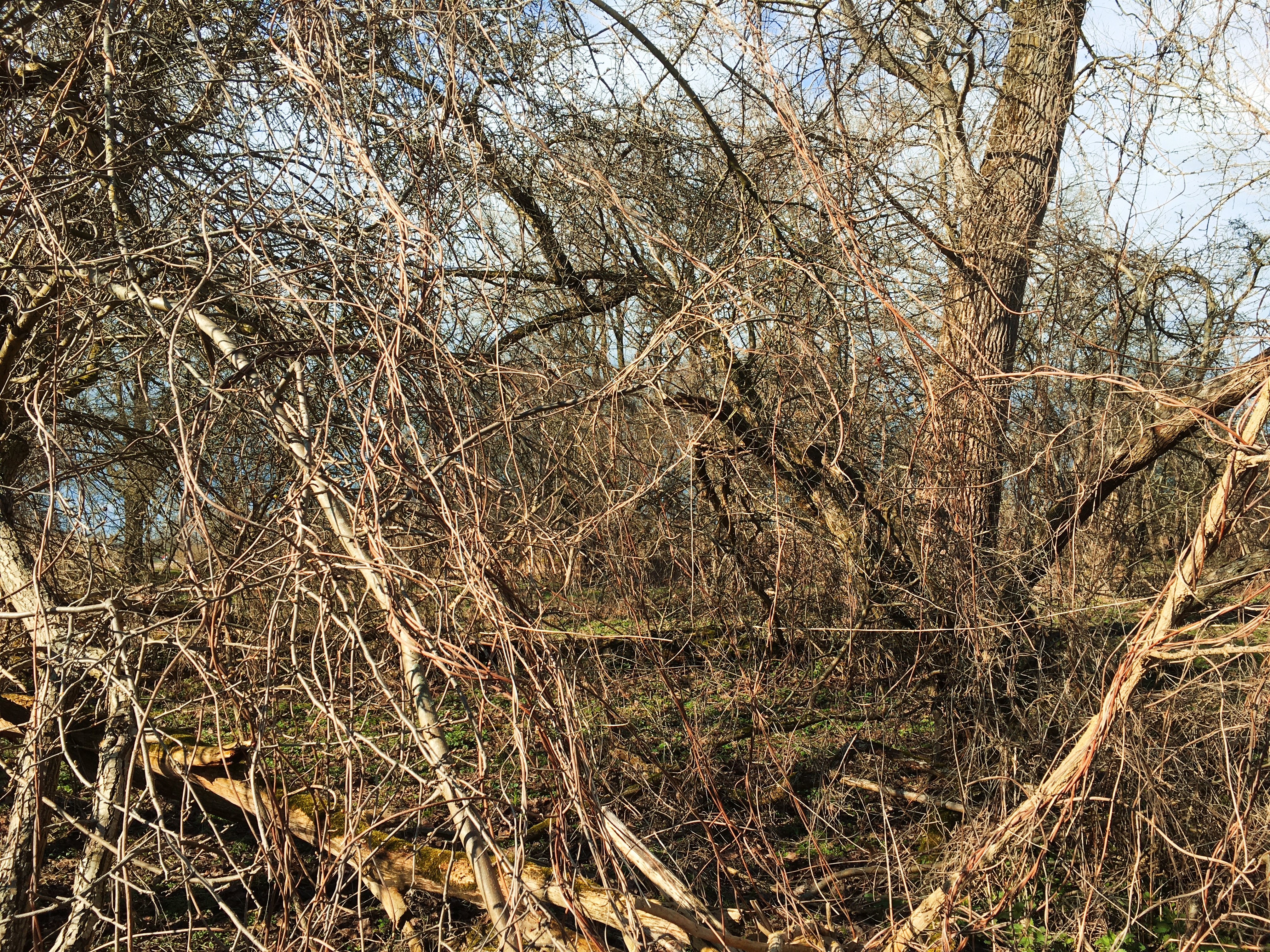
Winteraspect van een abelen-iepenbos met veel weelderige lianen.

Het abelen-iepenbos is een tamelijk open, laagblijvend loofbos, met een goed ontwikkelde en soortenrijke struik- en kruidlaag, met veel voorjaarsbloeiers. De kruidlaag telt opvallend veel bol- en knolgewassen, vooral de subassociatie scilletosum, de stinsenvorm van deze gemeenschap.
Abelen-iepenbossen op oeverwallen bevatten in de regel weinig grof strooisel, doordat de winterse overstromingen het telkens afvoeren en regelmatig een laagje zandig slib aanvoeren.

## Ecologie
Het abelen-iepenbos is een bos dat voorkomt op zandige of zavelige bodems, humus- en nitraatrijk en tevens vrij kalkrijk. Het wordt in natuurlijke omstandigheden aangetroffen aan de voet van hellingen en op oeverwallen in de alluviale vlaktes langs grote rivieren. Winterse overstromingen of hoge grondwaterspiegels zorgen ervoor dat het basengehalte op peil blijft en de bodem niet verzuurt. In de zomer kan het grondwaterpeil tot beneden 1,20 m wegzakken, wat het verschil maakt met het hele jaar door vochtiger essen-iepenbos.
In meer door de mens gecreëerde omstandigheden vindt men het ook in oude landgoederen langs de binnenduinrand en op dijken of op wallen van oude vestingsteden, waar de aanvoer van meststoffen uit de omgeving voor de buffering zorgt.
Het abelen-iepenbos ontwikkelt zich spontaan uit struwelen van de associatie van sleedoorn en eenstijlige meidoorn (Pruno-Crataegetum), en vormt, indien er geen verzuring plaatsvindt, de climaxvegetatie op dergelijke bodems en dus het eindpunt van de natuurlijke successie. Valt de bufferende werking van het jaarlijks stijgende grond- of rivierwater weg, dan zal het bos verder evolueren naar beuken-eikenbos (Fago-Quercetum).

## Subassociaties in Nederland en Vlaanderen
In het abelen-iepenbos worden in Nederland en Vlaanderen drie subassociaties onderscheiden.

### Subassociatie met slangenlook
Een subassociatie met slangenlook (Violo odoratae-Ulmetum allietosum) bevat een rijk ontwikkelde kruidlaag met onder meer de slangenlook (Allium scorodoprasum) en de moeslook (A. oleraceum). De syntaxoncode voor Nederland is r46Aa01a.

### Arme subassociatie
Een soortenarme subassociatie (Violo odoratae-Ulmetum inops). De syntaxoncode voor Nederland is r46Aa01b.

### Subassociatie met wilde hyacint
Een subassociatie met wilde hyacint (Violo odoratae-Ulmetum scilletosum) bevat een rijk ontwikkelde kruidlaag van stinsenplanten, waaronder de wilde hyacint (Hyacinthoides non-scripta, synoniem Scilla non-scripta), daslook, gewone- en knikkende vogelmelk. De syntaxoncode voor Nederland is r46Aa01c.

## Verspreiding
Het verspreidingsgebied van het abelen-iepenbos strekt zicht uit over het noordwesten van Centraal-Europa, van Noord-Frankrijk tot in Polen.
In Nederland vindt men dit bostype vooral in de binnenduinrand, in het rivierengebied en in Zuid-Limburg (Nederland), en in stinsenvegetaties in Friesland en Groningen. Een zeldzaam goed ontwikkeld abelen-iepenbos is het Zalkerbos langs de IJssel bij Zalk.
In Vlaanderen komen nog slechts fragmenten van dit bostype voor in de kustduinen, de polders, in de Leemstreek en langs de grote rivieren, vooral in het Maasdistrict. Voorbeelden voor de duinen is het Calmeynbos in De Panne, voor de Leemstreek het Parkbos te Leuven, en voor de Maasvallei het Kraaibos en het domein Vilain XIIII in Leut (Maasmechelen) en het Vijverbroek te Kessenich.

## Diagnostische taxa voor Nederland en Vlaanderen

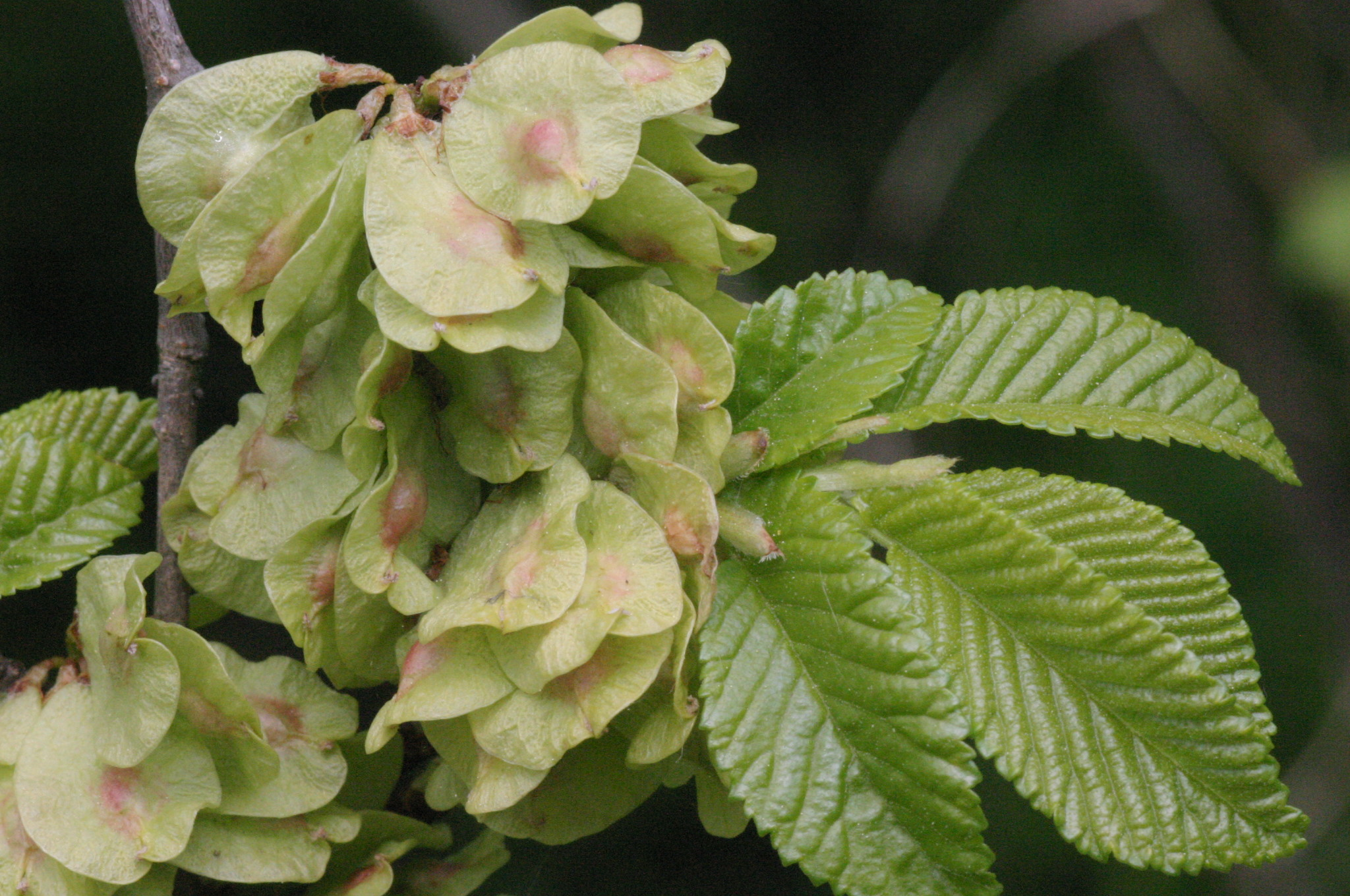
Gladde iep

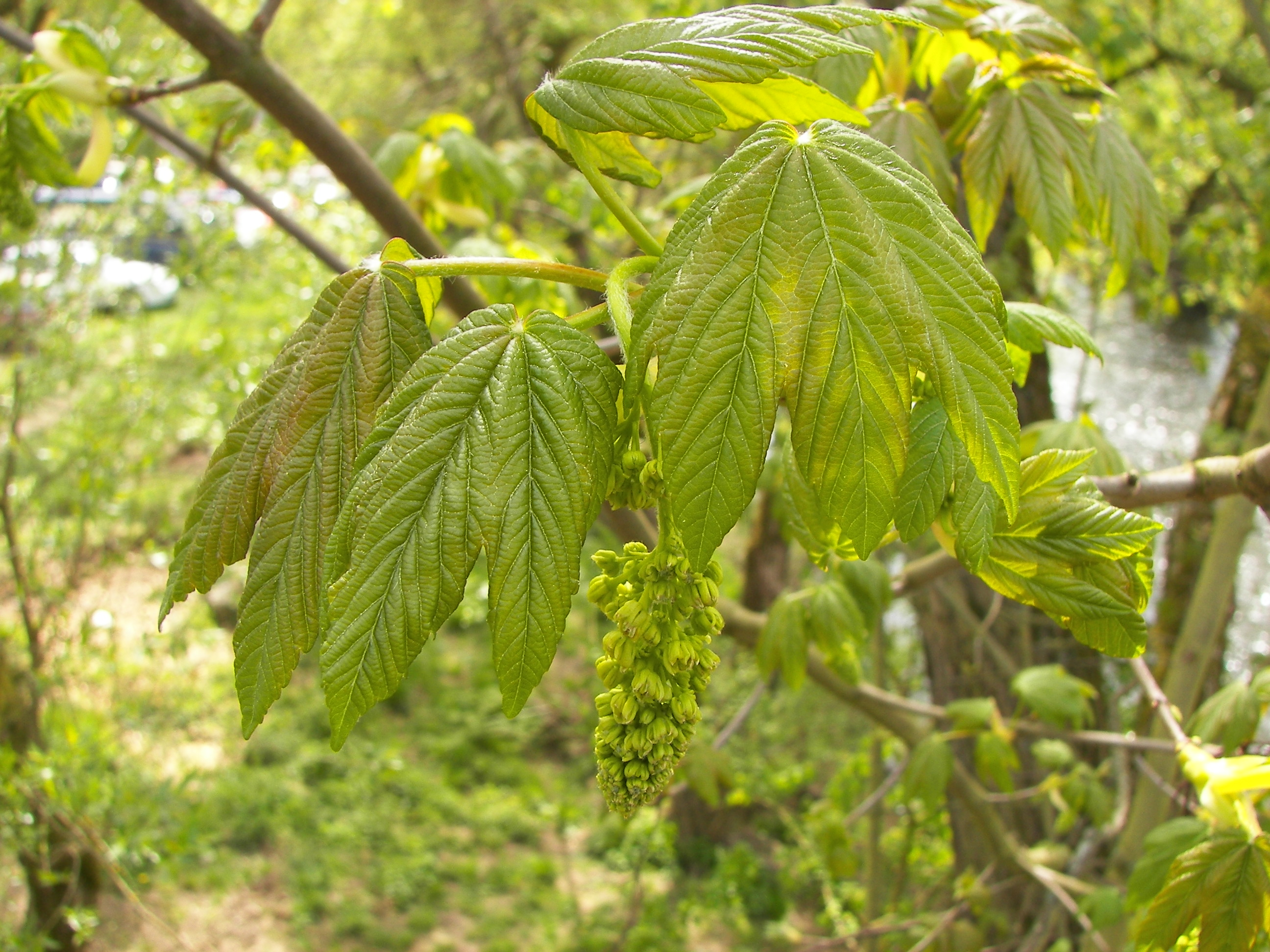
Gewone esdoorn

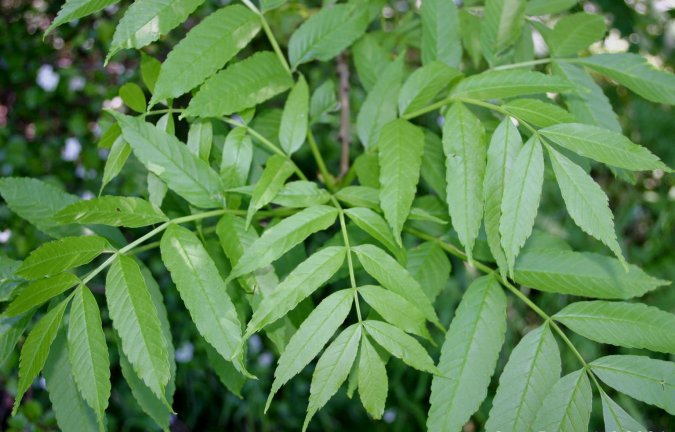
Gewone es

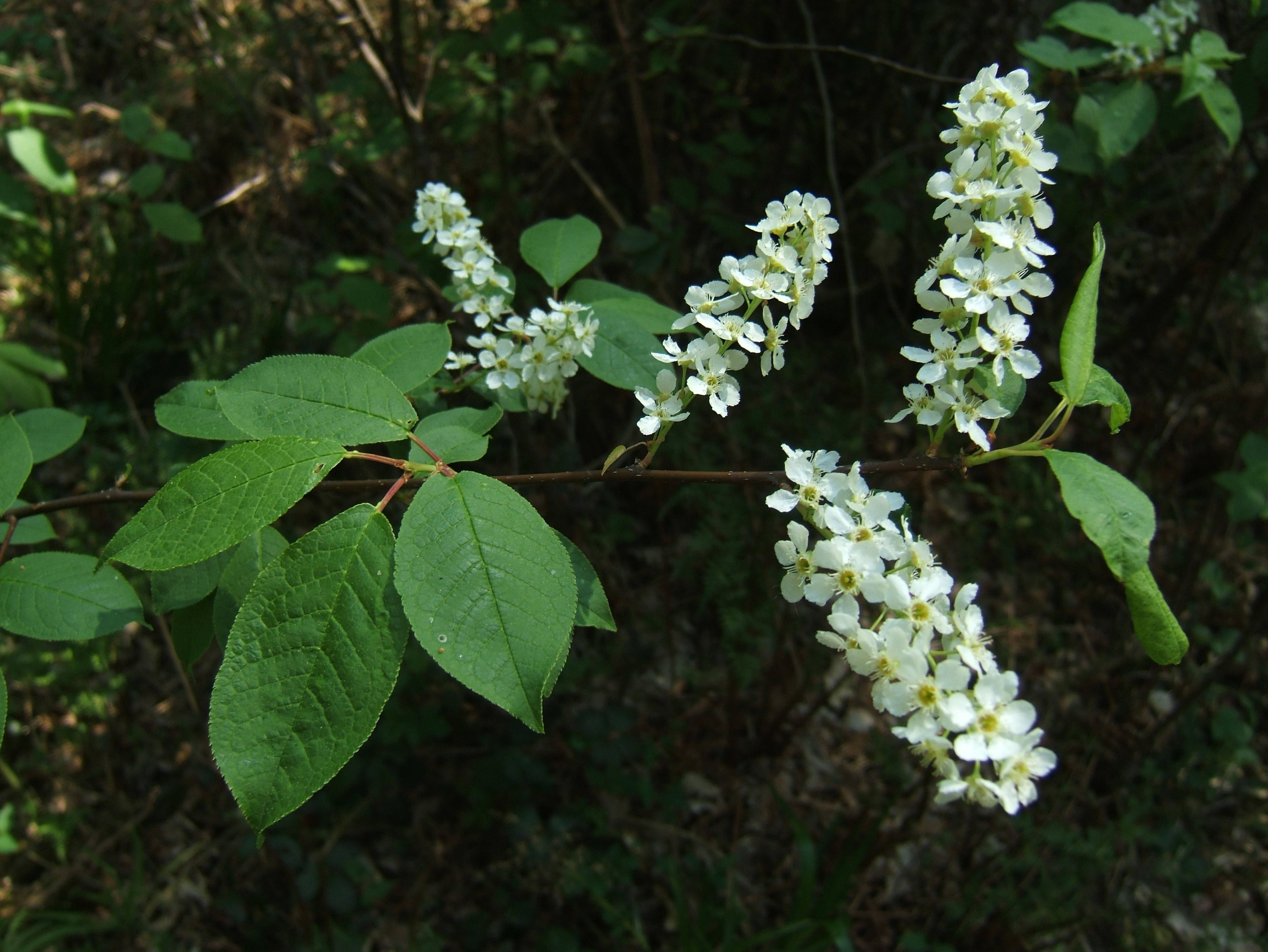
Gewone vogelkers

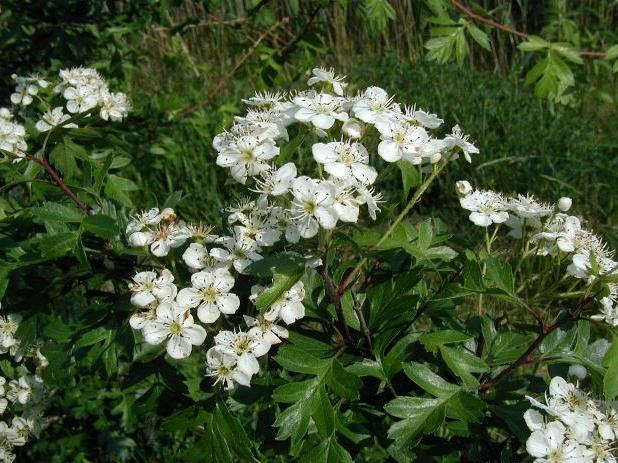
Eenstijlige meidoorn

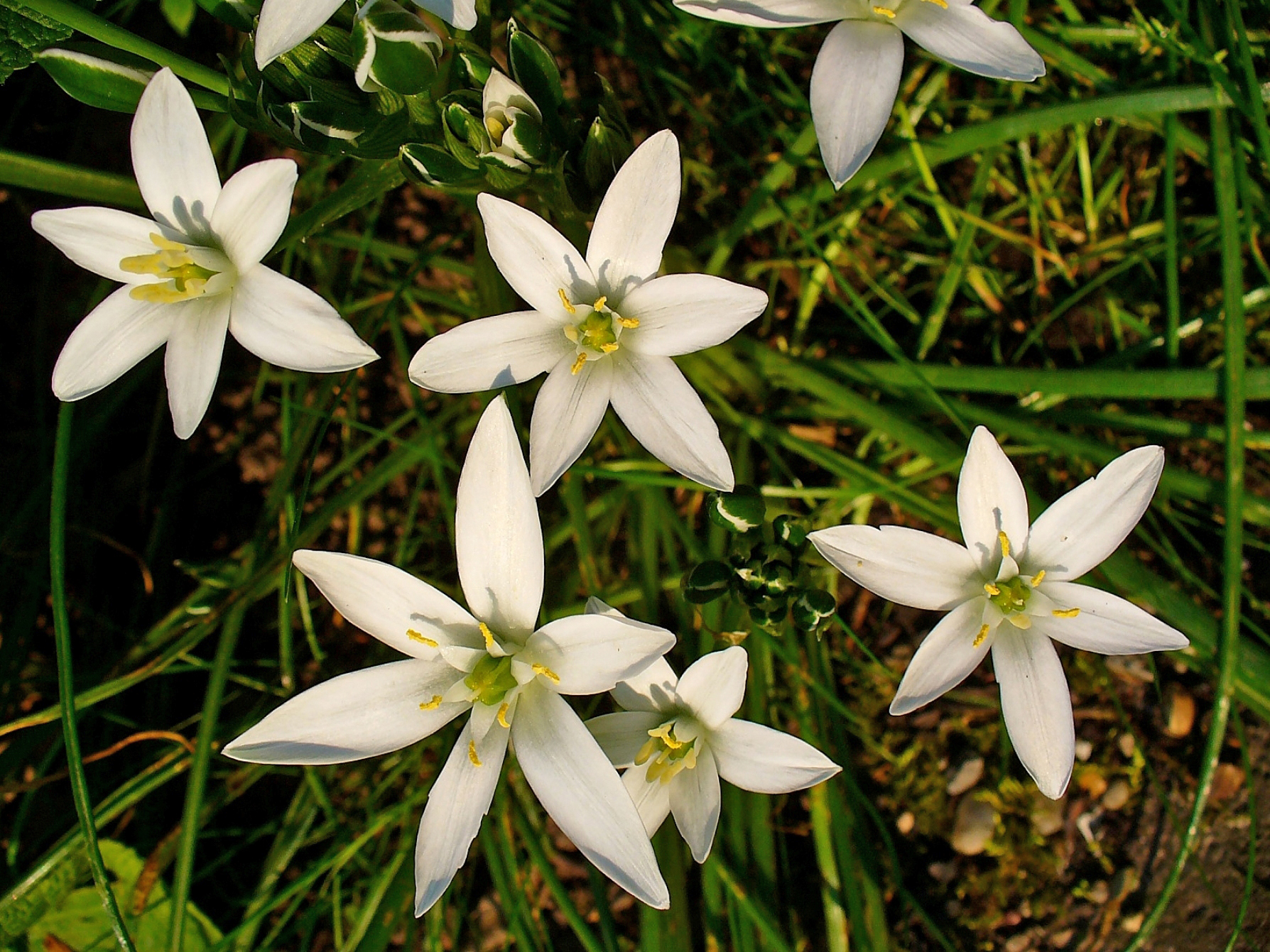
Gewone vogelmelk

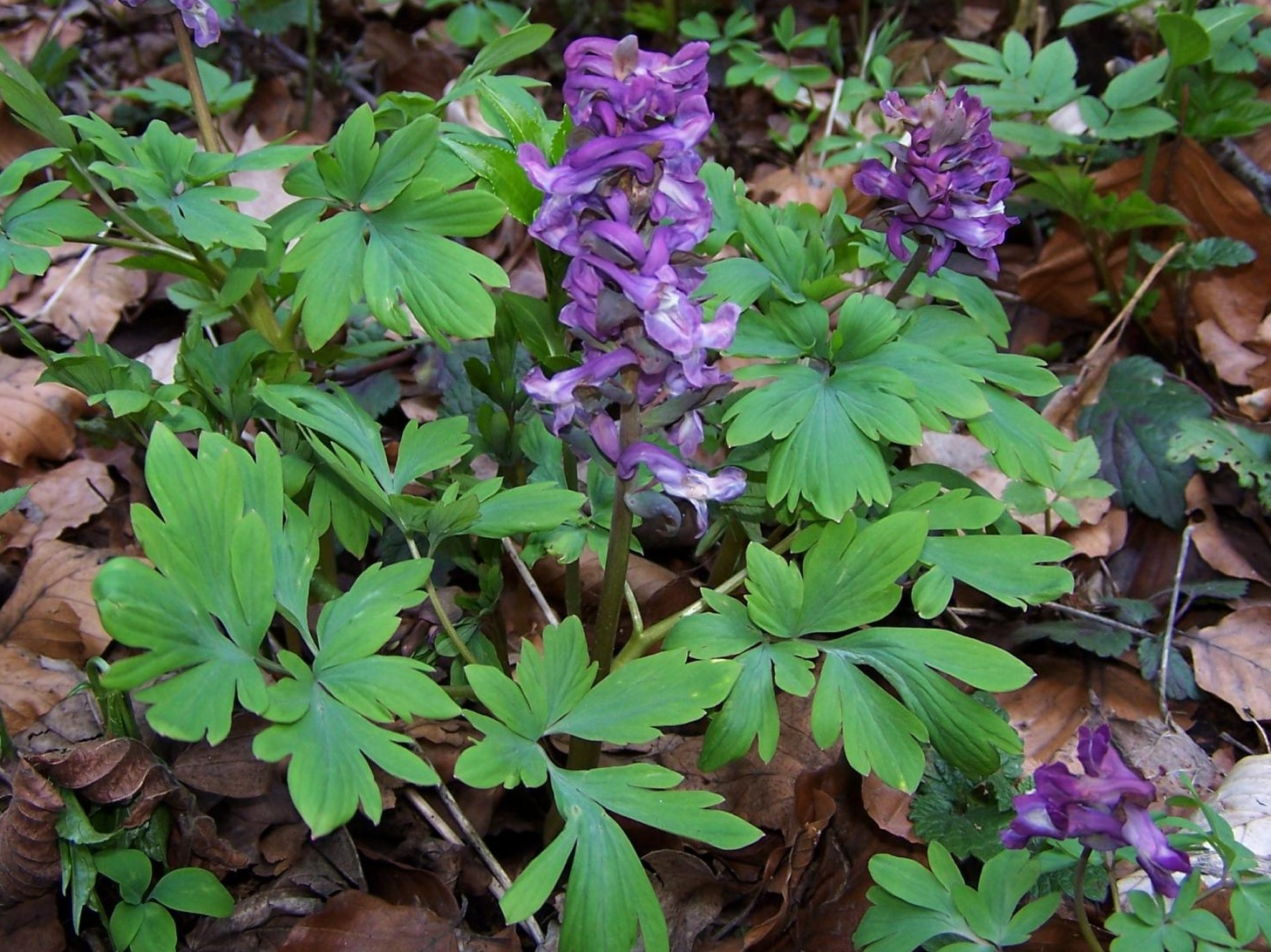
Vingerhelmbloem

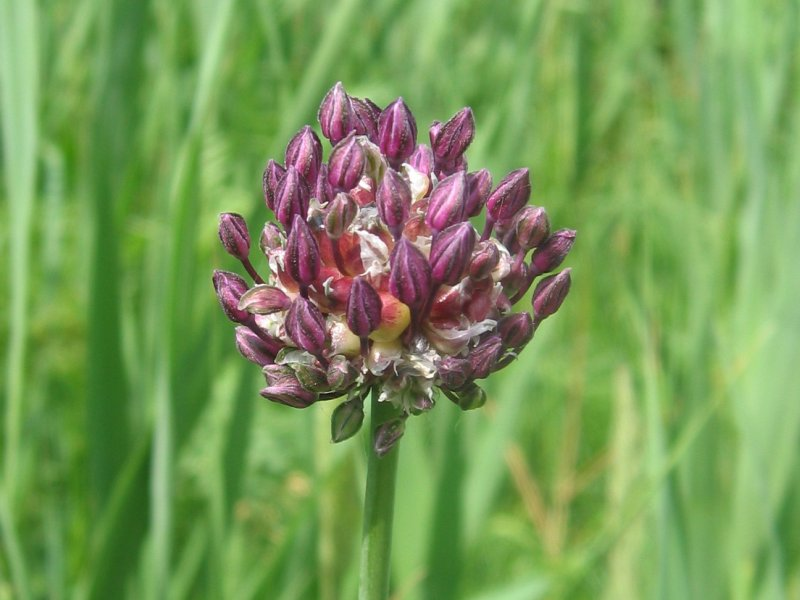
Slangenlook

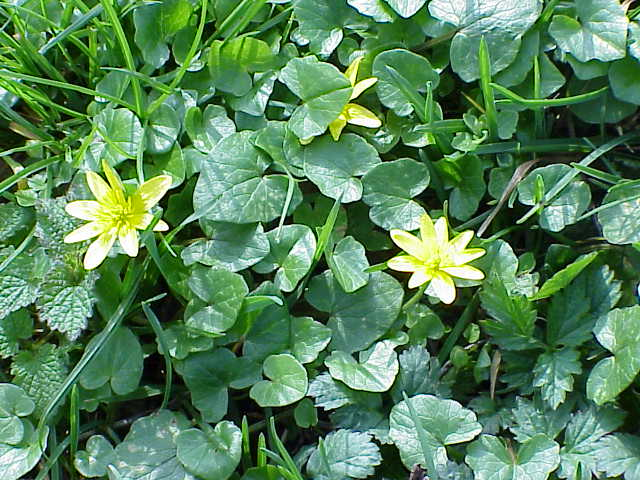
Gewoon speenkruid

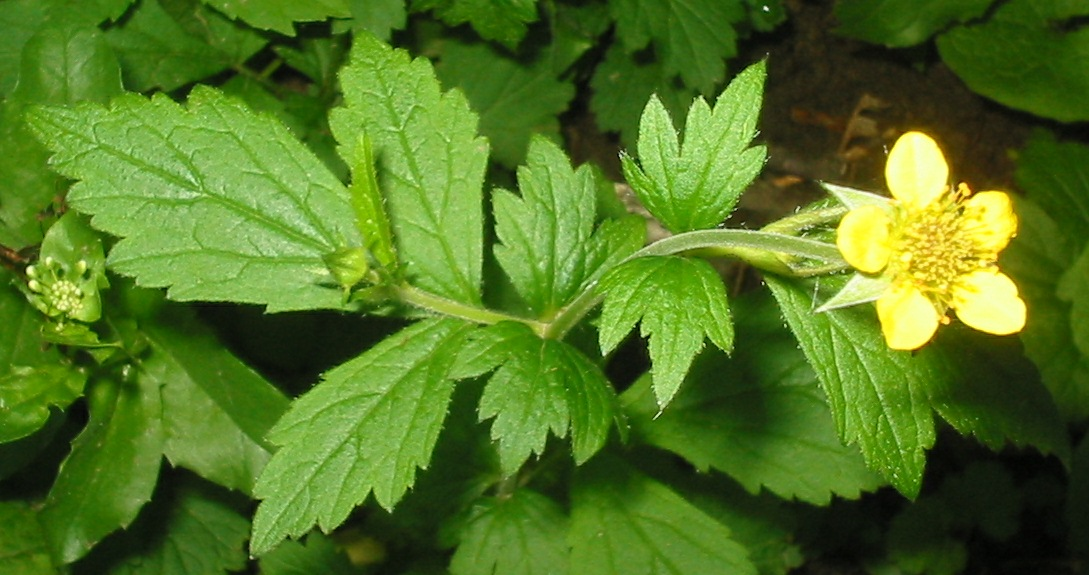
Geel nagelkruid

Het abelen-iepenbos heeft in Nederland en Vlaanderen enkel specifieke kensoorten in de kruidlaag: de gewone vogelmelk, de vingerhelmbloem en de slangenlook. Andere opvallende soorten in de onderbegroeiing zijn de voorjaarsbloeiers gewoon speenkruid, kraailook, maarts viooltje en geel nagelkruid. Daarnaast vinden we een aantal stikstofminnende soorten als kleefkruid, grote brandnetel en hondsdraf, wijzend op betrekkelijke voedselrijkdom in de bodem.
In de boomlaag zijn gladde iep, gewone esdoorn en gewone es het meest aanwezig, naast witte abeel en zomereik. De struiklaag bevat meestal eenstijlige meidoorn, gewone vlier, wilde kardinaalsmuts en gewone vogelkers.   
De moslaag is weinig divers, met als belangrijkste soort het fijn laddermos. 
In de onderstaande tabel staan de belangrijkste diagnostische taxa van het abelen-iepenbos voor Nederland en Vlaanderen.
Boomlaag
| Kentaxon | Diff.soort | Presentie | Triviale naam  | Botanische naam     | Opmerking |
| -------- | ---------- | --------- | -------------- | ------------------- | --------- |
| kV       |            | > 60%     | gladde iep     | Ulmus minor         |           |
| kV       |            | > 60%     | gewone esdoorn | Acer pseudoplatanus |           |
| kK       |            | > 60%     | gewone es      | Fraxinus excelsior  |           |
|          |            | > 50%     | zomereik       | Quercus robur       |           |
|          |            | > 20%     | beuk           | Fagus sylvatica     |           |
|          |            | > 20%     | zwarte els     | Alnus glutinosa     |           |
|          |            |           | witte abeel    | Populus alba        |           |

Struiklaag
| Kentaxon | Diff.soort | Presentie | Triviale naam        | Botanische naam    | Opmerking |
| -------- | ---------- | --------- | -------------------- | ------------------ | --------- |
| kV       |            | > 20%     | gewone vogelkers     | Prunus padus       |           |
| kK       |            | > 20%     | aalbes               | Ribes rubrum       |           |
|          |            | > 60%     | eenstijlige meidoorn | Crataegus monogyna |           |
|          |            | > 40%     | gewone vlier         | Sambucus nigra     |           |
|          |            | > 30%     | wilde kardinaalsmuts | Euonymus europaeus |           |

Kruidlaag
| Kentaxon | Diff.soort | Presentie | Triviale naam        | Botanische naam           | Opmerking                       |
| -------- | ---------- | --------- | -------------------- | ------------------------- | ------------------------------- |
| kA       | dS         | > 60%     | gewone vogelmelk     | Ornithogalum umbellatum   | subassociatie met wilde hyacint |
| kA       | dS         | > 30%     | vingerhelmbloem      | Corydalis solida          | subassociatie met wilde hyacint |
| kA       | dS         | > 10%     | slangenlook          | Allium scorodoprasum      | subassociatie met slangenlook   |
| kV       |            | > 20%     | reuzenzwenkgras      | Festuca gigantea          |                                 |
| kV       |            | > 10%     | bloedzuring          | Rumex sanguineus          |                                 |
| kV       | dS         | > 10%     | wilde hyacint        | Hyacinthoides non-scripta | subassociatie met wilde hyacint |
| kV       | dS         | < 10%     | bosgeelster          | Gagea lutea               | subassociatie met wilde hyacint |
| kK       |            | > 70%     | gewoon speenkruid    | Ranunculus ficaria        |                                 |
| kK       |            | > 40%     | klimop               | Hedera helix              |                                 |
| kK       |            | > 20%     | bosandoorn           | Stachys sylvatica         |                                 |
| kK       |            | > 20%     | schaduwgras          | Poa nemoralis             |                                 |
| kK       |            | > 10%     | gevlekte aronskelk   | Arum maculatum            |                                 |
| kK       |            | > 10%     | bosanemoon           | Anemone nemorosa          |                                 |
| kK       |            | > 10%     | knopig helmkruid     | Scropularia nodosa        |                                 |
| kK       |            | > 10%     | gewone salomonszegel | Polygonatum multiflorum   |                                 |
|          |            | > 70%     | kleefkruid           | Galium aparine            |                                 |
|          |            | > 70%     | grote brandnetel     | Urtica dioica             |                                 |
|          |            | > 70%     | geel nagelkruid      | Geum urbanum              |                                 |
|          |            | > 60%     | hondsdraf            | Glechoma hederacea        |                                 |
|          |            | > 60%     | zevenblad            | Aegopodium podagraria     |                                 |
|          |            | > 50%     | fluitenkruid         | Anthriscus sylvestris     |                                 |
|          |            | > 50%     | look-zonder-look     | Alliaria petiolata        |                                 |
|          |            | > 40%     | ruw beemdgras        | Poa trivialis             |                                 |
|          |            | > 40%     | kraailook            | Allium vineale            |                                 |
|          |            | > 40%     | klimopereprijs       | Veronica hederifolia      |                                 |
|          | dS         |           | moeslook             | Allium oleraceum          | subassociatie met slangenlook   |
|          | dS         |           | knikkende vogelmelk  | Ornithogalum nutans       | subassociatie met wilde hyacint |
|          | dS         |           | daslook              | Allium ursinum            | subassociatie met wilde hyacint |
|          |            |           | maarts viooltje      | Viola odorata             |                                 |
|          |            |           | winterpostelein      | Claytonia perfoliata      |                                 |

Moslaag
| Kentaxon | Diff.soort | Presentie | Triviale naam  | Botanische naam      | Opmerking |
| -------- | ---------- | --------- | -------------- | -------------------- | --------- |
|          |            | > 30%     | fijn laddermos | Kindbergia praelonga |           |

## Biologische Waarderingskaart
In de Biologische Waarderingskaart (BWK) van Vlaanderen en het Brussels Hoofdstedelijk Gewest staat deze associatie bekend als ruderaal olmenbos (ru, rud).
Het ru komt voor als spontaan ontstane, jonge bosjes en oude aanplanten met ruderale ondergroei in de kustduinen en de polders, en als oude, door gladde iep of olm gedomineerde bossen in de Leemstreek en de Maasvallei anderzijds.
Het rud, met als bijkomende soorten de gewone vogelmelk, Italiaanse aronskelk en maarts viooltje, komt enkel in de kustduinen en de polders voor.
Het ruderaal olmenbos staat gewaardeerd als 'Biologisch zeer waardevol'.

## Fotogalerij

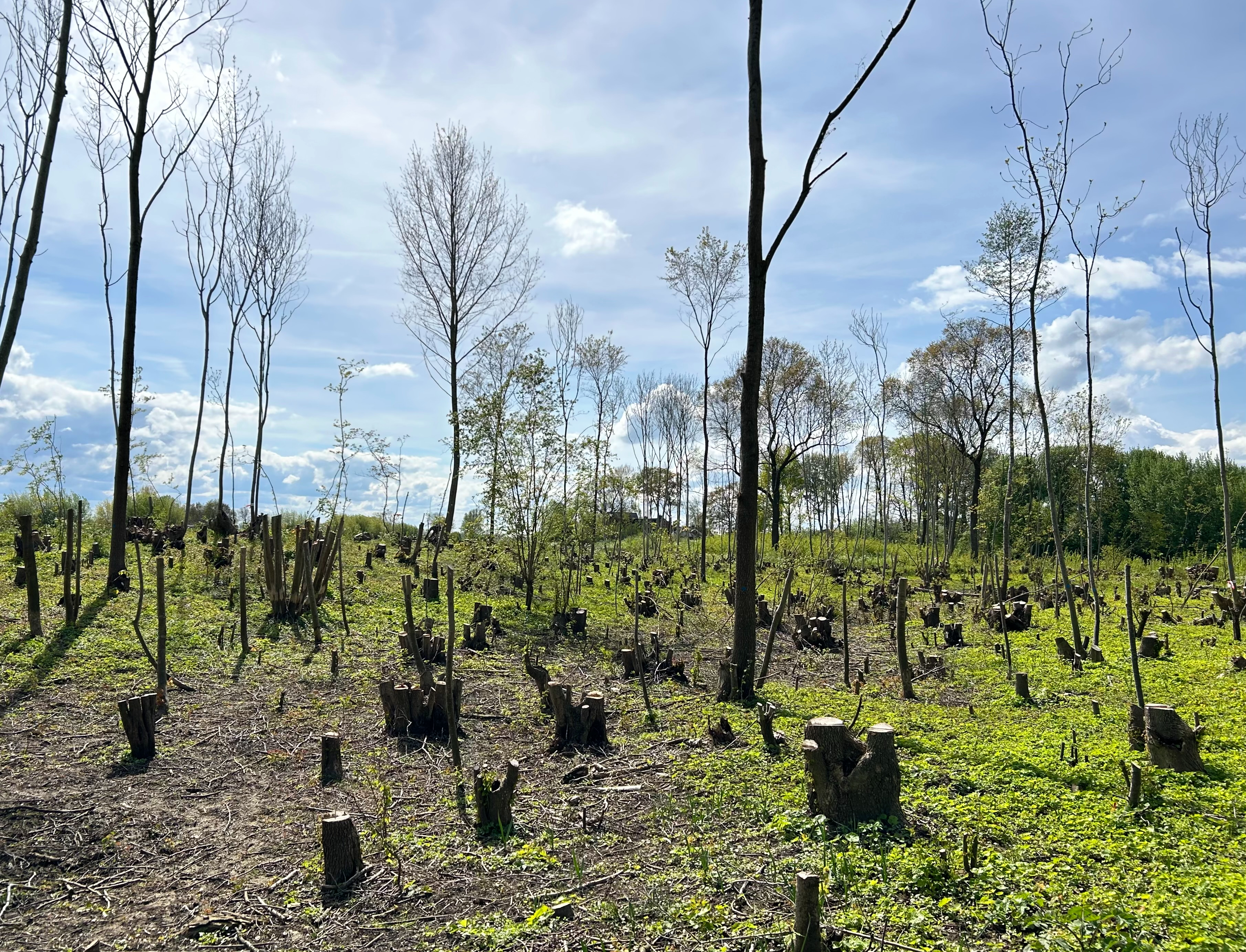
Hakhout met overstaanders in een abelen-iepenbos